# ジヒョク
ジヒョク（1987年7月13日 - ）は、韓国のアイドルグループSUPERNOVA（旧・超新星）のメンバー。

## プロフィール
- 身長185cm、体重71kg。血液型はB型。
- 一人っ子。
- 好きな食べ物は豚肉。
- ニックネームは、ジヒョク、ジヒョ、ハッピー豚、ジジたん、アプゴ(Mnetより)。
- 特技はスポーツ、ダンス、タンゴ、スキー、水泳。
- 趣味は登山、読書、映画鑑賞、ウェイクボード、インラインスケート、トイカメラ。
- 成均館大学演劇芸術学部中退。

## エピソード
- グァンス、ゴニルとは高校時代からの親友。
- すぐ物をなくすためソンジェに怒られたことがある。
- メンバーに常にイジメられ、イジられる男（特にソンジェとゴニルに）。
- バスに乗ってる所をたまたまスカウトされて芸能界に入る。
- 2016年6月9日から論山訓練所に入所[1]。2018年3月に除隊。

## 出演

### MV
- SeeYa：결혼할까요
- SG Wannabe：사랑가
- FTISLAND：사랑앓이
- SeeYa：슬픈발걸음(구두2)

### テレビドラマ
- 僕らのイケメン青果店（2011年12月 - 2012年3月、channelA）- ユン・ホジェ 役

### 映画
- 夢精期II（2005年）
- 君にラヴソングを（2010年） - ジヒョク 役
- 僕たちのアフタースクール（2011年） - ジヒョク 役
- 愛の言葉（2014年） - ロミー 役

### 配信
韓国ドラマな恋がしたい（2023年11月28日 - 12月26日、全12回、Netflix）

### 舞台
- 男子はつらくないよ??（2019年）－チャン先生役

劇場：有楽町よみうりホール

### ミュージカル
- Summer Snow -カン・ジンハ役
- I LOVE YOU